# Gina Kaus
Gina Kaus, nota anche con lo pseudonimo di Andreas Eckbrecht (Vienna, 21 ottobre 1893 – Los Angeles, 23 dicembre 1985), è stata una scrittrice e sceneggiatrice austriaca.

## Biografia
Di origine ebraica, frequentò il Café Herrenhof assieme a Franz Blei, Robert Musil, Hermann Broch, Franz Werfel, Egon Kisch, Milena Jesenská ed Ernst Polak. Esordì in campo letterario pubblicando nella rivista Sowjet und Gegner in forma anonima o con lo pseudonimo di Andreas Eckbrecht. Nel 1920 vinse il Premio Fontane per il suo romanzo Der Aufstieg, oltre che a sposare lo psicologo austriaco Otto Kaus, tramite il quale conobbe Alfred Adler.
Sull'Arbeiter-Zeitung pubblicò il romanzo Der Sünder ("Il peccatore", 1923) e Die Mutter ("La madre", 1924-1926), una pubblicazione semestrale sulle questioni relative alla gravidanza, all'igiene infantile e all'istruzione dei bambini. A metà anni '20 si legò alla casa editrice berlinese Ullstein, con la quale pubblicò il romanzo Die Verliebten ("L'amante"), poi alla Knorr & Hirth. Il romanzo Die Überfahrt venne pubblicato nel Münchner Illustrierten Presse e nel Vorarlberger Tagblatt.
Con l'ascesa al potere del nazionalsocialismo le sue opere furono oggetto dei cosiddetti bücherverbrennungen, i roghi di massa di tutti i libri censurati dal regime. Tornò così a Vienna, dove ospitò brevemente Bertolt Brecht e pubblicò Die Schwestern Kleh (1933) e Katharina die Große (1935). Ritrovatasi in una situazione economica precaria, nel 1938 emigrò via Zurigo a Parigi, per poi stabilirsi negli Stati Uniti, dove lavorò come sceneggiatrice.